# Hidrartroză
Hidrartroza sau hidartroza [din greaca hydor, hydatos = apă + arthron = articulație; + oză = boală neinflamatorie], numită și hidrops articular, revărsat articular, este o acumulare de lichid seros într-o cavitate articulară (în sinovie) care se manifestă printr-o tumefiere puțin dureroasă a regiunii articulare interesate. Dacă revărsatul (epanșamentul) lichidian articular, este destul de abundent, el poate provoca o jenă funcțională datorită tensionării articulației, însoțită de limitarea mai mult sau mai puțin pronunțată a mobilității articulației. Cel mai frecvent, apare în articulația genunchiului și este recidivantă. Genunchiul este singura articulație la nivelul căreia hidrartroza este abundentă și perceptibilă la examenul clinic. Cele mai frecvente cauze sunt traumatismele articulare (entorse etc), leziuni meniscale, infecții cronice (sifilis,  tuberculoză etc), inflamații articulare (reumatism articular), formațiuni benigne în interiorul articulațiilor (lipoame), boli infecțioase generale ale organismului (meningită, tifos,) afecțiuni ale sistemului nervos (tabes, siringomielie). Lichidul acumulat în cavitatea articulară are de obicei un aspect seros și limpede, în formele cauzate de procese iritative sau mecanice, dar poate fi tulbure și gălbui, în afecțiuni inflamatorii. Tratamentul este îndreptat mai ales împotriva cauzei care a determinat apariția hidrartrozei. Lichidul articular se poate resorbi spontan când este prezent în cantități reduse. Când lichidul articular este abundent și sub tensiune se recurge la evacuarea acestuia, prin artrocenteză, respectându-se cu scrupulozitate toate normele aseptice impuse de o intervenție chirurgicală. Artrocenteza constă în aspirația lichidului articular printr-o puncție intraarticulară, în continuare se pot injecta direct în cavitatea articulară medicamente specifice, în funcție de afecțiunea care a provocat hidrartroza. Apoi se recurge la bandajarea funcțională a articulației interesate. Se recomandă repaus articular și tratament antiinflamator adecvat.